# 保卡拉區
保卡拉區（西班牙語：Distrito de Paucará），是秘魯的一個區，位於該國中南部萬卡韋利卡大區的阿科班巴省，始建於1943年1月15日，面積225.6平方公里，海拔高度3,806米，2005年人口26,018，人口密度每平方公里120人。